# Joseph Bamina
Joseph Bamina, född 1925, död 30 september 1965, var en burundisk, hutuisk politiker. Han var Burundis regeringschef från 26 januari till 30 september 1965, då han mördades av en rwandier.
Bamina tillhörde partiet UPRONA (Union pour le Progrès national). Vid Burundis självstandighet 1962 blev han senator, och senare senatens talman. Den 7 januari 1965 utnämndes hutuen Pierre Ngendendumwe till premiärminister av Burundis kung, tutsien Mambutswa IV, vilket ledde till våldsamma rekationer bland tutsinationalister och den 15 januari blev Ngendendumwe mördad. Den 26 januari 1965 utnämnde kungen Bamina till premiärminister. Efter en misslyckad hutukupp i september, vilken undertrycktes av militären, mördades Bamina den 30 september. Kungen flydde till Schweiz och tutsien Léopold Biha blev ny premiärminister.